# Гештальт (трансформер)
Гештальт (нем. Gestalt — форма, вид, образ; другое название — «Комбайнеры» или англ. Combiners). В мультсериале «Трансформеры» — составной робот, формирующийся в результате соединения нескольких роботов меньшего размера. Термин «гештальт» до недавнего времени не являлся официальным и был введён в оборот поклонниками сериала. Заимствован из психологии, где он обозначает целостность, несводимую к составляющим её частям.
По оценкам критиков, создание таких «составных» трансформеров  стало прекрасным маркетинговым ходом компании Hasbro, так как детям требовалось приобрести все 5 трансформеров для того, чтобы выполнить шестую, самую впечатляющую трансформацию.

## Технология
Сущность технологии гештальта заключается в способности нескольких трансформеров, членов одной команды, комбинироваться в единый механизм. В результате слияния возникает новое существо, чей размер и сила значительно превышают простую сумму исходных элементов. Для гештальта характерен огромный рост, усиленная огневая мощь и сверхпрочный корпус, который почти невозможно поразить оружием простых трансформеров.
Технически образование гештальта осуществляется путём трансформации каждого робота в определённую часть тела вновь образуемого супер-робота; при этом лидер группы обычно формирует туловище или (реже) голову (встречаются, конечно, и исключения — к примеру, лидер конструктиконов Скребок, как ни странно, формирует правую ногу). Большинство гештальтов состоят из пяти или (реже) шести компонентов. В японских сериях встречаются трёх- и двухсоставные гештальты, а также одиночные трансформеры, объединяющиеся с дополнительным корпусом.
В оригинальных американских сезонах гештальты обладают собственной индивидуальностью, но для принятия решений им требуется согласие всех компонентов, и в этом заключается их основная слабость. Они, как правило, имеют низкий интеллект, неуклюжи и склонны к прямолинейным действиям. В японских сериях личность гештальта является продолжением личности лидера команды.
Уничтожение гештальта представляет очень большую сложность, в первую очередь из-за неуязвимой брони. В большинстве случаев его невозможно остановить даже прямым огнём нескольких десятков воинов противника. Гарантированно справиться с ним может только другой гештальт, хотя в сериалах бывали ситуации, когда бои с гештальтами вели (причём весьма успешно) наиболее сильные «обычные» трансформеры (например Диноботы). Теоретически наиболее слабым местом конструкции являются места соединения частей. В японских сериях гештальт может разрушиться и в результате повреждения корпуса, если при этом происходит достаточно серьёзная утечка энергии, так как это нарушает связь и взаимодействие между компонентами.

## История
Гештальты были одним из самых мощных и ужасающих видов вооружения, применявшихся в войнах трансформеров. Технологии слияния базировались на принципе объединения команды воинов в единое целое, обладающее мощью, превышающей суммированную энергию всех воинов отряда. В своё время лидер десептиконов Мегатрон поручил конструктиконам развитие этих исследований — десептиконы остро нуждались в подобном оружии, чтобы противостоять гигантским роботам-стражникам автоботов. Они экспериментировали на себе, создав Разрушителя (англ. Devastator), ставшего первым и одним из самых устрашающих гештальтов. Секреты этой технологии были частью грандиозной гонки вооружений, продолжавшейся с обеих сторон в течение войны. Автоботы создали собственных гештальтов для противостояния новому оружию десептиконов.
Не все трансформеры подходили для объединения в гештальты. Развитию технологии на Кибертроне помешало то, что во время отсутствия Мегатрона многие десептиконы разбежались или впали в апатию. Как и у трёхрежимников, у потенциальных роботов-составляющих должна была быть изначальная способность, которая затем расшифровывалась для успешного процесса. Несколько групп были отобраны в качестве кандидатов в части гештальта, их корпуса были соответствующим образом модернизированы. С точки зрения физики, гештальты задумывались с целью объединения энергии нескольких воинов, что, согласно теории синергетики намного увеличивало их совокупный энергетический и боевой потенциал. Это позволяло новому роботу быть сильнее всего отряда составляющих его трансформеров.

## Гештальты-личности
Разумы роботов-составляющих сочетаются в один; тем не менее, этот новый разум ограничен в созидательном и познавательном отношении соответствующими возможностями членов своей команды. Реже, но также возможно для гештальта наличие собственного мощного интеллекта, но для этого необходима полная гармония всех свойств, атрибутов и навыков роботов-составляющих (примеры — Вредитель (англ. Predaking) и Детектор (англ. Defensor). Большинство гештальтов были заложниками личностных качеств объединяющихся воинов, которые зачастую превращали больших роботов в тупых и нерешительных созданий (такими были Разрушитель и Мегазавр).

## Другие технологии слияния
Менее глобальными формами объединения трансформеров были соединение двух (реже — более) роботов в транспортные средства (часто встречается у Микромастеров), либо объединение робота с модулем оборудования (слияние Оптимуса и прицепа). В этих случаях разумы сливающихся не объединялись, и каждый из них мог контролировать часть функций такого гештальта (первый случай), либо полностью контролировать гештальт (второй случай). Типичными примерами объединения «Оптимус Прайм + прицеп» являются Год Джинрай (например, в мультсериале «Super-God Masterforce»), и Истребитель (в мультсериале «Victory»); к этой же форме можно с некоторыми оговорками отнести и Хэдмастеров.

## Гештальты в мультсериалах
Первым гештальтом был Разрушитель, составляемый конструктиконами. Он появился в последней серии первого сезона как уникальное оружие одной из сторон. В этом же качестве он действовал в полнометражном мультфильме «Трансформеры: The Movie», чей сценарий писался параллельно со 2-м сезоном сериала. Самое впечатляющее злодеяние Разрушителя — почти полное уничтожение города автоботов. Он был воплощён и в соответствующей линии игрушек. Увидев несомненный успех идеи, авторы сериала во 2-м и 3-м сезонах пошли по пути создания новых гештальтов, каждый из которых был мощнее предыдущего. Особенный успех идея имела в Японии, где вышла собственная версия полнометражного мультфильма — «Scramble City» с битвами составных роботов.
Автоботы сначала либо не владели технологией производства гештальтов, либо, находясь вне Кибертрона, не имели необходимых ресурсов. Во всяком случае, созданный ими на Земле отряд диноботов способностью к слиянию не обладал. Первым гештальтом автоботов стал Суперион (аэроботы), что было весьма кстати, так как десептиконы уже создали своего второго составного робота — Мегазавра (эффектиконы). Далее, согласно хронологии сериала, Скандалист сконструировал из «подручных средств» (остатков земной военной техники времён Второй мировой войны) свой личный гештальт — боевиконов, которые объединились в Грубикуса. Против него в составе автоботов появились протектоботы, формирующие Детектора. При Гальватроне в рядах десептиконов появились самые мощные и совершенные гештальты, состоящие из зооморфных трансформеров: Вредитель (вредиконы) и Обломиус (террорконы). Автоботы в ответ построили Компьютрона (техноботы). К концу последнего американского сезона десептиконы сохраняли лидерство в негласной гонке (5 против 3).
Однако в первом японском сезоне — «Headmasters», где продолжали действовать американские герои, упор был сделан на других персонажей — Хэдмастеров; гештальты из «Первого поколения» как бы отходят на второй план (хотя у автоботов появился новый шестисоставной гештальт команды трейноботов по имени Неустрашимый, игравший довольно значительную роль в сериале). К тому же они изображаются не намного более мощными, чем «обычные» трансформеры (даже небольшие по сравнению с ними Хэдмастеры при столкновении с гештальтами, как правило, берут верх). В другом японском сезоне, «Victory» гештальтам, наоборот, отведено центральное место: способность к слиянию имеют почти все основные герои — как автоботы, так и десептиконы (Не объединялись в гештальт только команда Фиксатора и Смертоносец). Так, на стороне автоботов сражаются двухсоставный гештальт Победитель и трёхсоставные гештальты — Непобедимый Воин и Вездеход, а на стороне десептиконов — шестисоставные гештальты Центурион и Монструктор.
В мультсериале «Армада» решающую роль начинают играть так называемые «малые гештальты», представляющие собой союз большого трансформера и одного или нескольких маленьких роботов — мини-конов; при объединении они не меняют размеры и внешний вид, а образуют энергетический симбиоз.
В мультсериале «Transformers: Energon» гештальты появляются почти в каждой серии, а объединяться в них может любой трансформер, обладающий Искрой соединения. В частности, многие гештальты в сериале двухсоставные. Шестисоставных только трое - Суперион Максимус, Грубикус Максимус и Конструктикон Максимус.

## Гештальты в кино
В фильме Майкла Бэя «Трансформеры» (2007) гештальтов не было (вероятно, из-за технических сложностей при съёмке процесса слияния), однако в следующем фильме — «Трансформеры: Месть падших» (2009) — показаны три гештальта: один — у десептиконов, двое — у автоботов. Гештальт десептиконов — Девастатор; он составляется из девяти Конструктиконов (не из шести, как в мультфильмах) и смотрится гораздо более зловещим и пугающим, чем «мультяшный». У автоботов образовывать гештальт могут Близнецы — Скидс и Мадфлэп. Результат их слияния выглядит как фургончик с мороженым; он лишён какого бы то ни было оружия и служит исключительно в целях маскировки. Кроме того, гештальтом фактически является девушка-автобот Арси. Первоначально предполагалось, что в третьей части трилогии будет представлено несколько персонажей-гештальтов (в частности, Менейсор), однако в окончательном варианте фильма гештальты не присутствуют.

## Перечень гештальтов

### Гештальты автоботов
| Имя                                              | Отряд                                             | Сезон                  |
| ------------------------------------------------ | ------------------------------------------------- | ---------------------- |
| Суперион (англ. Superion)                        | Аэроботы (англ. Aerialbots)                       | G1                     |
| Дефенсор/Детектор (англ. Defensor)               | Протектоботы/Защитники (англ. Protectobots)       | G1                     |
| Компьютрон (англ. Computron)                     | Техноботы (англ. Technobots)                      | G1                     |
| Рейден/Неустрашимый (англ. Raiden)               | Трейноботы                                        | TF Headmasters         |
| Виктори Сейбер/Победитель (англ. Victory Saber)  | Стар Сейбер/Истребитель и Виктори Лео/Победоносец | TF Victory             |
| Роад Кейзер/Непобедимый Воин (англ. Road Caesar) | Блэкер/Бластер, Растр, Храбрец                    | TF Victory             |
| Мультифорс/Вездеход (англ. Multiforce)           | Волнокрыл,Бомбардир, Мак-Такл                     | TF Victory             |
| Омега Прайм (англ. Omega Prime)                  | Оптимус Прайм, Ультра Магнус                      | Robots In Disguise     |
| РэйлРэйсер (англ. RailRacer)                     | Дорожная Пика,Спринтер, Полночный Экспресс        | Robots In Disguise     |
| Лэндфилл (англ. Landfill)                        | Ведж, Хэви Лоуд, Хайтауэр, Гримлок                | Robots In Disguise     |
| Джет Оптимус (англ. Jet Optimus)                 | Оптимус Прайм, Истребитель,                       | TF Armada, TF2 (Фильм) |
| Сейфгард (англ. Safeguard)                       | Джетфайер, Джетсторм                              | TF Animated            |
| Воркс                                            | Даблфингер, Голденвик, Кристмасс, Валентайн       | TF Pirates             |

### Гештальты десептиконов
| Имя                                          | Отряд                                       | Сезон              |
| -------------------------------------------- | ------------------------------------------- | ------------------ |
| Девастатор/Разрушитель (англ. Devastator)    | конструктиконы                              | G1                 |
| Менейсор/Мегазавр (англ. Menasor)            | эффектиконы (англ. Stunticons)              | G1                 |
| Брутикус/Грубикус (англ. Bruticus)           | боевиконы (англ. Combaticons)               | G1                 |
| Предакинг/Вредитель (англ. Predaking)        | вредиконы (англ. Predacons)                 | G1                 |
| Абоминус/Обломиус (англ. Abominus)           | террорконы (англ. Terrorcons)               | G1                 |
| Пиранакон/Живодёр (англ. Piranacon)          | морские пираты (англ. Seacons)              | Masterforce        |
| Лиокайзер/Центурион (англ. Liokaiser)        | Брестфорсы (англ. Breast Forces)            | Victory            |
| Монструктор (англ. Monstructor)              | Боевые динозавры (англ. Pretender Monsters) | Victory            |
| Руинэйшен (англ. Ruination)                  | Коммандос                                   | Robots in Disguise |
| Дарк Флит/Тёмная Флотилия (англ. Dark Fleet) | Мегатрон, Тайдл Уэйв                        | Armada             |